# 在中朝鮮・韓民族
在中朝鮮・韓民族（ざいにちちょうせん・かんみんぞく、英: Koreans in China）は、中国大陸に留学やビジネスのために滞在する大韓民国国籍の国民である韓国人、北朝鮮から中国に派遣された北朝鮮人を含む。19世紀から歴史的に国籍関係なく呼ぶ漢字用語の呼称は在中韓人または中国韓人。
21世紀からは在華（在中）韓国人（大韓民国国籍である人限定）、在華朝鮮人（北朝鮮人限定）、朝鮮族（中国人限定）の3種類に分けて呼称する。中国人である朝鮮族は自身のことをこのコミュニティの歴史的な呼称である「韓人」や「在中同胞」で自称する場合、親韓国系で、「在中朝鮮人」で自称する朝鮮族は親北朝鮮系であるが、ほとんど居ない。前者は韓国人と朝鮮族2種類だけの組織になっており、北朝鮮人は韓朝両国の国家保安法などにより韓国人や朝鮮族と政府の許可なしで交流することが禁止されているため、朝鮮食堂など国営の在中コリアンコミュニティ以外に基本的に存在しない。韓国政府によると、2023年には中国国籍を持つ韓国系・朝鮮系中国人、韓国や北朝鮮国籍で中国に滞在している朝鮮・韓民族の合計人口は2,109,727人とされている。このため、中国国籍を持つ朝鮮・韓民族は、中国と大韓民国で「朝鮮族」（韓国語: 조선족; Joseonjok）と呼ばれ、正式名称はコリアン（Korean）ではなく、中国での公式名称はChaoxianzu（朝鮮族; Cháoxiǎnzú）である。朝鮮族は中国で13番目に大きい公式に認められた少数民族グループであるが、在中朝鮮・韓民族との違いは、国籍。朝鮮系中国人（朝鮮族）の大部分は、吉林省内の延辺と長白に居住する。また、黒竜江省、遼寧省、内モンゴル自治区にもかなりの人口があり、上海にも大きな韓国人（大韓民国国籍）のコミュニティが存在する。北朝鮮国籍者はおよそ7,000人と集計されるため、在中韓民族コミュニティの0.3%程度に過ぎない。在中韓国人が18.9%、朝鮮系中国人が80.7%である。
2021年の中国政府の国勢調査によると、在中朝鮮・韓民族の一部である朝鮮族（Chaoxianzu）の総人口は1,702,479人である。経済的・金融的な機会を求めて大韓民国への移民が増えたことが、中国における彼らの人口減少に寄与している。逆に、この朝鮮族総人口の約42%（約708,000人）が2023年韓国に居住しており、中国国籍を維持していると推定されている。韓国にいる朝鮮族は、在韓朝鮮族（재한조선족；Jaehan Joseonjok）（ピンイン： zài hán cháoxiǎnzú）と呼ばれている。中国国籍を持ちながら日本にいる朝鮮族は在日朝鮮族（재일조선족；Jaeil Joseonjok）（ピンイン：zài rì cháoxiǎnzú）と呼ばれ、在日朝鮮人とは別のコミュニティである。

## 在中コリアンコミュニティ

### 中国韓国商会
中国に進出する韓国企業のために活動する経済団体であり、中国韓国商会は、現会長金洪基の下で活動している。中国では「商工会議所」を「商会」と呼称している。1993年12月に中国内公式認証された21個外国商会のうち7番目に中国政府の承認を受けた。中国内唯一の韓国系法的経済団体である。北京に拠点を置く企業会員と中国全域44箇所の地域商会に所属する合計約6000の会員（中国駐在の商社、投資企業、金融機関など）が存在している。中国に進出している韓国企業の数は、2017年上半期基準で2万6602社（韓国輸出入銀行の統計による）、未登録企業や個人投資家を含むと、約3万社と推定される（『在中国韓国企業白書』による）。

### 韓国留学生会
北京総韓国学生会連合（1992年12月設立）をはじめ、上海、大連、瀋陽、ハルビン、延辺などに留学生会を構成し、約7万540人の留学生が相互交流を行っている。各学校において韓国留学生を中心に学術文化活動や学生活動を展開している。留学生の生活指導や困難事項の解決支援、祝賀行事への参加を行っている。

### 韓国学校
北京、上海、天津、延辺、聯大、青島、大連、無錫、瀋陽、香港に合計10校が存在。韓国から派遣された教員や現地で採用された教師、講師らによって運営されている。設立目的は、国籍に基づく教育を通じて韓国人としてのアイデンティティの確立、国際化時代に対応する国際的視野を持った人材の育成、在留韓国人の子弟の学費負担の軽減など。代表的に北京韓国国際学校がある。

### 韓国語学校 / ハングル学校
中国各地に韓国人が設立を支援する学校があり、一部は親韓国系中国国籍同胞が建立し、朝鮮系中国人の学生に対する韓国語教育を行っている。ニーズが少ないため、朝鮮語学校というタイトルの体系は設置されてなく、「韓国語学校」または「ハングル学校」になっている。

### 北朝鮮系
北朝鮮人と朝鮮族が参加している「在中朝鮮人総連合会」は簡単に言えば、中国版朝鮮総連であるが、朝鮮総連に比べても非常に影響力が少ないし、資金もほとんど無い。 韓国人は国家保安法により在中北朝鮮系組織に参加できない。日本の「在日本朝鮮人総連合会」系列の同胞とは異なり、正式に北朝鮮国籍を持って中国に居住する人々の組織である。日本は北朝鮮人を国として認めてないため、外交官や朝鮮籍以外の北朝鮮人は日本に存在しない。

## 用語
韓国では、この人口を記述する用語が近年、より包括的なトーンを採用するように進化している。2004年からの政府の規制では、「Jaeoe Dongpo」（韓国語: 재외동포; 漢字: 在外同胞; 直訳: "海外に居住する同胞"）および「Jungguk Gukjeok Dongpo」（韓国語: 중국국적동포; 漢字: 中國國籍同胞; 直訳: "中国国籍の同胞"）という用語の使用を定めている。 「Jaejung Hanin」（韓国語: 재중한인; 漢字: 在中韓人; 直訳: "中国に滞在している韓民族系の人"）という用語は、全員が韓国人であると意味ではなく、国籍を考慮せずに中国にいる朝鮮・韓民族を記述するために最も適切な表現と見なされている。